# بلدة رايسينفيل (ميشيغان)
رايسينفيل (بالإنجليزية: Raisinville Township, Michigan)‏ هي بلدة تقع بولاية ميشيغان في الولايات المتحدة. تبلغ مساحتها 125.9 (كم²)، وترتفع عن سطح البحر 192 م، بلغ عدد سكانها 4896 نسمة في عام تعداد الولايات المتحدة 2000 حسب إحصاء مكتب تعداد الولايات المتحدة وتصل الكثافة السكانية فيها 39.2 نسمة/كم2.

## أعلام
- جورج فرانسيس أتكينسون

## وصلات خارجية
- The US50 - Cities and Towns in Michigan State
- Michigan Cities and Towns, Facts, Map, Flag, Colleges, Government, and More